# Fusarium aywerte
Fusarium aywerte är en svampart som först beskrevs av Sangal. & L.W. Burgess, och fick sitt nu gällande namn av Benyon & L.W. Burgess 2000. Fusarium aywerte ingår i släktet Fusarium och familjen Nectriaceae.   Inga underarter finns listade i Catalogue of Life.